# Panamerikamesterskabet i håndbold 2000 (mænd)
Panamerikamesterskabet i håndbold 2000 for mænd var det 9. panamerikamesterskab i håndbold for mænd. Turneringen med deltagelse af otte hold blev arrangeret af PATHF, og den blev afviklet i São Bernardo do Campo, Brasilien i perioden 23. – 28. maj 2000.
Mesterskabet blev vundet af Argentina, som i finalen besejrede de forsvarende mestre fra Cuba med 26-25. Sejren var argentinernes første panamerikatitel for mænd, og det var første gang nogensinde, at titlen ikke blev vundet af Cuba. Bronzemedaljerne gik til Brasilien, som vandt 38-17 over USA i bronzekampen. De tre medaljevindende hold kvalificerede sig derudover til VM 2001 i Frankrig.

## Slutrunde
Slutrunden havde deltagelse af otte hold. De otte hold var blevet fundet ved tre regionale kvalifikationsturneringer:
- Nordamerika (2 hold): USA og Grønland kvalificerede sig til slutrunden om panamerikamesterskabet.
- Mellemamerika og Caribien (3 hold): Det mellemamerikanske og caribiske mesterskab 2000 afviklet i perioden 18. – 24. marts 2000 i Medellín, Colombia med deltagelse af otte hold gjaldt som kvalifikation, og de tre bedst placerede hold, Cuba, Mexico og Dominikanske Republik, kvalificerede sig til slutrunden.
- Sydamerika (3 hold): Sydamerikamesterskabet 2000 gjaldt som kvalifikation. Turneringen blev spillet i Maringá, Brasilien i perioden 20. – 22. april 2000 med deltagelse af fire hold, og de tre bedst placerede hold, Brasilien, Argentina og Uruguay, kvalificerede sig til slutrunden.

### Indledende runde

#### Gruppe A
| Dato  | Kamp                 | Res.  | Pause |
| ----- | -------------------- | ----- | ----- |
| 23.5. | Cuba - Uruguay       | 41–17 | 22-80 |
| 23.5. | Argentina – Grønland | 20–16 | 11-80 |
| 24.5. | Argentina – Uruguay  | 28–14 | 12-90 |
| 24.5. | Cuba – Grønland      | 29–17 | 13-70 |
| 25.5. | Grønland – Uruguay   | 29–26 | 15-90 |
| 25.5. | Argentina – Cuba     | 21–20 | 09-10 |

| Hold      | Kampe | Mål   | Point |
| --------- | ----- | ----- | ----- |
| Argentina | 3     | 69-50 | 6     |
| Cuba      | 3     | 90-55 | 4     |
| Grønland  | 3     | 62-75 | 2     |
| Uruguay   | 3     | 57-98 | 0     |

#### Gruppe B
| Dato  | Kamp                    | Res.  | Pause |
| ----- | ----------------------- | ----- | ----- |
| 23.5. | USA - Mexico            | 25–17 | 9-7   |
| 23.5. | Brasilien - Domin. Rep. | 47–18 | 25-10 |
| 24.5. | USA - Domin. Rep.       | 27–24 | 12-11 |
| 24.5. | Brasilien - Mexico      | 35–13 | 18-50 |
| 25.5. | Domin. Rep. – Mexico    | 33–31 | 15-12 |
| 25.5. | Brasilien – USA         | 39–11 | 17-50 |

| Hold          | Kampe | Mål     | Point |
| ------------- | ----- | ------- | ----- |
| Brasilien     | 3     | 121-420 | 6     |
| USA           | 3     | 63-80   | 4     |
| Dominik. Rep. | 3     | 075-105 | 2     |
| Mexico        | 3     | 61-93   | 0     |

### Semifinaler, bronzekamp og finale
| Dato        | Kamp             | Res.  | Pause |
| ----------- | ---------------- | ----- | ----- |
| Semifinaler |                  |       |       |
| 27.5.       | Argentina - USA  | 28–18 | 18-70 |
| 27.5.       | Cuba – Brasilien | 26–24 | 10-13 |
| Bronzekamp  |                  |       |       |
| 28.5.       | Brasilien – USA  | 38–17 | 19-10 |
| Finale      |                  |       |       |
| 28.5.       | Argentina – Cuba | 26–25 | 14-14 |

| Samlet rangering | Samlet rangering |
| ---------------- | ---------------- |
| Guld             | Argentina        |
| Sølv             | Cuba             |
| Bronze           | Brasilien        |
| 4.               | USA              |

### Placeringskampe
| Dato               | Kamp                   | Res.  | Pause |
| ------------------ | ---------------------- | ----- | ----- |
| Semifinaler        |                        |       |       |
| 26.5.              | Grønland - Mexico      | 35–18 | 18-70 |
| 26.5.              | Domin. Rep. – Mexico   | 34–30 | 13-11 |
| Kamp om 7.-pladsen |                        |       |       |
| 27.5.              | Mexico – Uruguay       | 22–19 | 09-11 |
| Kamp om 5.-pladsen |                        |       |       |
| 27.5.              | Grønland – Domin. Rep. | 37–21 | 16-80 |

| Samlet rangering | Samlet rangering |
| ---------------- | ---------------- |
| 5.               | Grønland         |
| 6.               | Dominik. Rep.    |
| 7.               | Mexico           |
| 8.               | Uruguay          |

### VM-kvalifikation
PATHF rådede over tre pladser ved VM-slutrunden i 2001, og de tre pladser gik til de tre bedst placerede hold ved mesterskabet. Resultaterne betød, at Argentina, Cuba og Brasilien kvalificerede sig til VM-slutrunden i Portugal.